# Chambon (Charente Marítim)
Chambon és un municipi francès situat al departament del Charente Marítim i a la regió de la Nova Aquitània. L'any 2007 tenia 856 habitants.

## Demografia

### Població
El 2007 la població de fet de Chambon era de 856 persones. Hi havia 338 famílies de les quals 82 eren unipersonals (31 homes vivint sols i 51 dones vivint soles), 126 parelles sense fills, 106 parelles amb fills i 24 famílies monoparentals amb fills.
La població ha evolucionat segons el següent gràfic:
Habitants censats

### Habitatges
El 2007 hi havia 383 habitatges, 340 eren l'habitatge principal de la família, 23 eren segones residències i 20 estaven desocupats. 366 eren cases i 14 eren apartaments. Dels 340 habitatges principals, 282 estaven ocupats pels seus propietaris, 48 estaven llogats i ocupats pels llogaters i 11 estaven cedits a títol gratuït; 3 tenien una cambra, 14 en tenien dues, 40 en tenien tres, 85 en tenien quatre i 198 en tenien cinc o més. 287 habitatges disposaven pel capbaix d'una plaça de pàrquing. A 161 habitatges hi havia un automòbil i a 158 n'hi havia dos o més.

### Piràmide de població
La piràmide de població per edats i sexe el 2009 era:
| Homes | Edats   | Dones |
| ----- | ------- | ----- |
| 0     | 95 o +  | 0     |
| 0     | 90 a 94 | 0     |
| 4     | 85 a 89 | 4     |
| 0     | 80 a 84 | 0     |
| 16    | 75 a 79 | 12    |
| 28    | 70 a 74 | 12    |
| 12    | 65 a 69 | 32    |
| 20    | 60 a 64 | 16    |
| 16    | 55 a 59 | 20    |
| 44    | 50 a 54 | 16    |
| 32    | 45 a 49 | 40    |
| 48    | 40 a 44 | 40    |
| 24    | 35 a 39 | 28    |
| 28    | 30 a 34 | 20    |
| 12    | 25 a 29 | 28    |
| 12    | 20 a 24 | 8     |
| 44    | 15 a 19 | 24    |
| 28    | 10 a 14 | 36    |
| 36    | 5 a 9   | 0     |
| 28    | 0 a 4   | 8     |

## Economia
El 2007 la població en edat de treballar era de 550 persones, 427 eren actives i 123 eren inactives. De les 427 persones actives 392 estaven ocupades (223 homes i 169 dones) i 35 estaven aturades (12 homes i 23 dones). De les 123 persones inactives 38 estaven jubilades, 36 estaven estudiant i 49 estaven classificades com a «altres inactius».

### Ingressos
El 2009 a Chambon hi havia 335 unitats fiscals que integraven 838,5 persones, la mediana anual d'ingressos fiscals per persona era de 16.761 €.

### Activitats econòmiques
Dels 24 establiments que hi havia el 2007, 1 era d'una empresa de fabricació d'elements pel transport, 1 d'una empresa de fabricació d'altres productes industrials, 10 d'empreses de construcció, 3 d'empreses de comerç i reparació d'automòbils, 2 d'empreses d'hostatgeria i restauració, 3 d'empreses d'informació i comunicació, 3 d'empreses de serveis i 1 d'una entitat de l'administració pública.
Dels 8 establiments de servei als particulars que hi havia el 2009, 1 era un paleta, 2 guixaires pintors, 1 fusteria, 1 lampisteria, 2 electricistes i 1 empresa de construcció.
L'únic establiment comercial que hi havia el 2009 era una botiga de mobles.
L'any 2000 a Chambon hi havia 33 explotacions agrícoles que ocupaven un total de 1.736 hectàrees.

## Equipaments sanitaris i escolars
L'únic equipament sanitari que hi havia el 2009 era un hospital de tractaments de mitja durada (seguiment i rehabilitació).
El 2009 hi havia una escola elemental integrada dins d'un grup escolar amb les comunes properes formant una escola dispersa.

## Poblacions properes
El següent diagrama mostra les poblacions més properes.